# George Segal (likovni umjetnik)
George Segal (New York, 26. prosinca, 1924. – 9. lipnja, 2000. New Jersey), je bio američki slikar i kipar.

## Život i djelo
Kao rođenog Njujorčanina, Segala je od malih nogu zbunjivala i intrigirala otuđenost, koja se tijekom cijelog njegova života u američkom društvu neprestano povećavala, te je stoga postala trajnom temom njegove umjetnosti.
Segal je počeo kao slikar. S obzirom na to da u početku nije mogao živjeti od svoje umjetnosti, u New Yerseyu otvara farmu pilića, na kojoj će ostati živjeti i raditi koristeći njezine velike natkrivene prostore i onda kada se posvetio isključivo umjetnosti.
Kako se farma nalazila u New Yerseyu, Segal se ubrzo sprijateljio s profesorima umjetnosti obližnjeg sveučilišta Rutgers, te ih je često pozivao na farmu. 
Među pozvanima je bio i John Cage koji je tu u proljeće 1957. izveo niz eksperimentalnih predavanja koja će Allan Kaprow kasnije nazvati happeninzima – prvima u svijetu. S obzirom na to da se Segal cijelog života svojom umjetnošću borio protiv otuđenosti, činjenica da je upravo na njegovoj farmi nastala nova umjetnička vrsta koja je imala isti cilj, svakako ne treba čuditi.
Početkom šezdesetih Segal započinje ciklus svojih ambijentalnih kompozicija, na kojem će, uz manje stilske mijene, raditi do svoje smrti. Na tragu Wesselmannovih, pa i Oldenburgovih istodobnih popartističkih iskustava, Segal (re)kreira ključna mjesta američkog potrošačkog društva - benzinske pumpe (The Gas Station, 1963.), kina (Cinema, 1963.), restorane i sl. koristeći se stvarnim inventarom takvih mjesta – sveprisutnim automatima za Coca – Colu, stalažama, automobilskim gumama, kištrama, prozorskim izlozima, zidnim satovima i sl., i u te, „iskopirane“ interijere stavlja posve bijele, gipsane ili u bijelo obojene modele ljudskih figura naravnih dimenzija.
Tako u Segalovoj interpretaciji ta „opća mjesta“ postaju slična kućama duhova, u kojima se obojeni predmeti doimlju življima od ljudi koji se njima koriste. To je po svoj prilici i bio dojam koji je Segal htio postići, i on će takvom izrazu ostati dosljedan sve do svoje smrti, unoseći u njega tek malo izmjena.
S kiparske strane je zanimljivo da se Segal, kako bi što vjernije dočarao svoje „izblijedjele“ likove, nije koristio modeliranjem, već je u tu svrhu upotrijebio tehniku koja je inače bila korištena za izradu ortopedskih odljeva. Segal je naime na žive modele stavljao zavoje natopljene gipsom, i kada bi se materijal stvrdnuo, on bi ih skidao, te potom opet gipsom učvrstio u ljudsku figuru koja bi iznutra ostala šuplja. U početku je tako nastale figure ostavljao bijelim, da bi ih kasnije ponekad bojao, uglavnom monokromno. Neke od tako nastalih figura kasnije je lijevao u bronci (osobito one koje su trebale poslužiti kao javni spomenici na otvorenom – npr. sadržajno provokativni spomenik gay i lezbijskom pokretu na Sheridanovu trgu u New Yorku), ali bi ih potom bojao u bijelo, kako bi odavale dojam izvornog materijala – gipsa. Vremenom je Segalov stil postao prepoznatljiv i popularan, pa je umjetnik dobio brojne narudžbe za izvedbu javnih spomenika, među kojima je zacijelo najpoznatiji već spomenuti spomenik na newyorškom Sheridanovu trgu.